# 나카타 히토시
나카타 히토시(일본어: 中田 仁司, 1962년 1월 17일 ~ )는 일본의 전 축구 선수, 감독이다.

## 구단 경력
1984년부터 1991년까지 일본 사커 리그의 후지타 공업에서 뛰었다. 1991년 오츠카 제약로 이적했다. 1993년후 현역 은퇴.

## 지도자 경력
은퇴 후에는 오츠카 제약, 요코하마 F. 마리노스, 세레소 오사카의 코치를 거쳐, 2004년 나고야 그램퍼스 에이트의 코치으로 취임하였다. 2005년 9월부터 12월까지 나고야 그램퍼스 에이트에서 감독을 맡았다. 2015년과 2016년부터 2017년까지 요코하마 FC에서 감독을 맡았다.